# John Pankow
John Pankow (* 28. April 1954 in St. Louis, Missouri) ist ein US-amerikanischer Schauspieler.

## Leben
Pankow wuchs als sechstes von neun Kindern in Chicago auf. Er begann ein Studium der Theaterwissenschaften an der Northeastern Illinois University; nachdem er jedoch am St. Nicholas Theater das Theaterstück American Buffalo von David Mamet gesehen hatte, brach er das Studium ab und begann ein zweijähriges Praktikum beim Ensemble dieses Theaters. Bei einem Besuch in New York sprach er 1980 für eine Rolle in dem Fernsehdrama Life on the Mississippi vor und wurde besetzt. Er spielte in einer Reihe von Off-Broadway-Produktionen und Shakespeare-Inszenierungen des New York Shakespeare Festivals. Schließlich spielte er am Broadway, wo er von 1980 bis 1983 Tim Currys Ersatzmann als Wolfgang Amadeus Mozart in Peter Shaffers Amadeus war.
Pankow trat in der Folgezeit in einer Reihe von Filmen bekannter Regisseure auf: Unter William Friedkin spielte er im Actionthriller Leben und Sterben in L.A. (1985) die Rolle eines Secret-Service-Agenten, der gemeinsam mit seinem Partner (William L. Petersen) einen Geldfälscher (Willem Dafoe) jagt. Im Kriminalfilm Tödliche Gedanken (1991) von Alan Rudolph spielte Pankow an der Seite von Demi Moore und Bruce Willis. Ferner hatte er Rollen in Filmen von Herbert Ross (Das Geheimnis meines Erfolges), George A. Romero (Der Affe im Menschen), Oliver Stone (Talk Radio), John Frankenheimer (Verliebt in die Gefahr) und Sidney Lumet (Sanfte Augen lügen nicht, an der Seite von Melanie Griffith).
In Fernsehserien trat Pankow meist in Nebenrollen auf. Von 1993 bis 1999 war er als Ira Buchman in der Sitcom Verrückt nach dir (Mad About You) an der Seite von Paul Reiser und Helen Hunt zu sehen. Für diese Rolle wurde er als Mitglied des Schauspielerensembles in den Jahren 1997 und 1998 für den Screen Actors Guild Award nominiert. 2019 übernahm er die Rolle erneut.
2004 ist Pankow zum Broadway zurückgekehrt (u. a. in Die zwölf Geschworenen, nominiert für den Tony Award als beste Produktion des Jahres).
Pankow ist seit 1986 mit der Schauspielerin Kristine Sutherland verheiratet, das Paar hat ein Kind.

## Filmografie (Auswahl)
- 1980: Life on the Mississippi
- 1981: Die Erwählten (The Chosen)
- 1983: Begierde (The Hunger)
- 1984: Miami Vice (Fernsehserie, 1 Episode)
- 1985: First Steps (Fernsehfilm)
- 1985: Leben und Sterben in L.A. (To Live and Die in L.A.)
- 1987: Das Geheimnis meines Erfolges (The Secret of My Succe$s)
- 1987: Das Wunder in der 8. Straße (*batteries not included)
- 1988: Der Affe im Menschen (Monkey Shines)
- 1988: Talk Radio
- 1990–1991: The Days and Nights of Molly Dodd (Fernsehserie, 8 Episoden)
- 1991: Tödliche Gedanken (Mortal Thoughts)
- 1991: Verliebt in die Gefahr (Year of the Gun)
- 1992: Sanfte Augen lügen nicht (A Stranger Among Us)
- 1993–1999, 2019: Verrückt nach dir (Mad About You, Fernsehserie, 148 Episoden)
- 1998: Liebe in jeder Beziehung (The Object of My Affection)
- 2001: Das Haus am Meer (Life As A House)
- 2002: Ally McBeal (Fernsehserie, 2 Episoden)
- 2002: Advise and Dissent (Kurzfilm)
- 2004: Without a Trace – Spurlos verschwunden (Without a Trace, Fernsehserie, Episode 2x11)
- 2006: Criminal Intent – Verbrechen im Visier (Law & Order: Criminal Intent, Fernsehserie, Episode 5x19)
- 2009: Bride Wars – Beste Feindinnen (Bride Wars)
- 2010: Der letzte Gentleman (The Extra Man)
- 2010: Morning Glory
- 2011–2017: Episodes (Fernsehserie, 40 Episoden)
- 2011: Law & Order: LA (Fernsehserie, Episode 1x11)
- 2011: Good Wife (The Good Wife, Fernsehserie, Episode 2x22)
- 2012: Elementary (Fernsehserie, Episode 1x08)
- 2014–2019: Madam Secretary (Fernsehserie, 4 Episoden)
- 2015: Law & Order: Special Victims Unit (Fernsehserie, Episode 16x11)
- 2017–2018: Chicago P.D. (Fernsehserie, 3 Episoden)
- 2018: Blue Bloods – Crime Scene New York (Fernsehserie, 1 Episode)
- 2019: Married Young
- 2020: Before/During/After

## Auszeichnungen
- 1989: Clarence Derwent Award für Aristocrats